# Parrozzo
Il parrozzo (o panrozzo) è un dolce tipico abruzzese, originario di Pescara, associato alle tradizioni gastronomiche del Natale (ma non solo), molto diffuso soprattutto nella zona orientale dell'Abruzzo. Ha ottenuto il riconoscimento di prodotto agroalimentare tradizionale della regione Abruzzo, nella tipologia "Paste fresche e prodotti della panetteria, della biscotteria, della pasticceria, e della confetteria".

## Origini

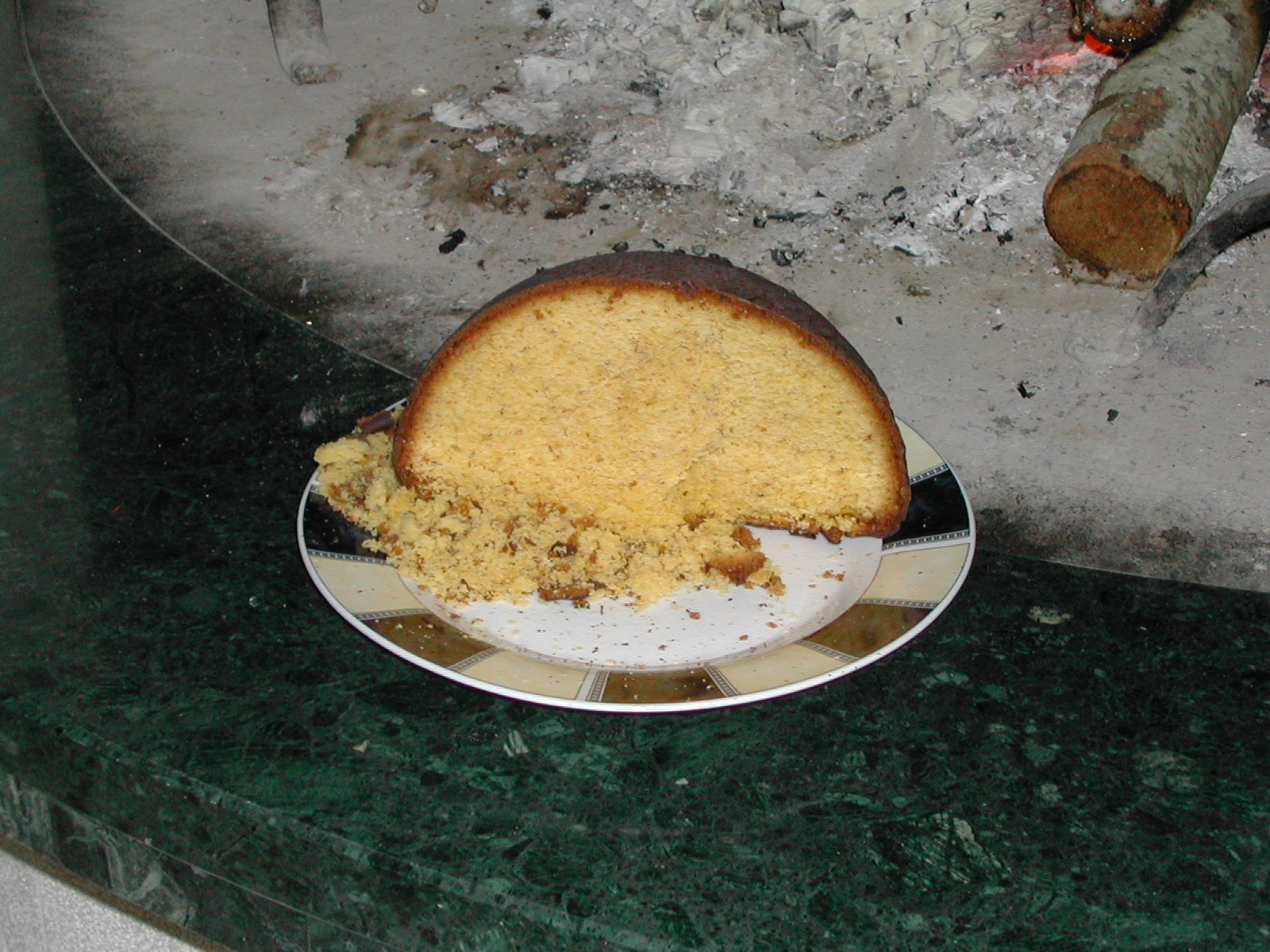
Sezione del parrozzo

Il parrozzo fu ideato e preparato nel 1920 da Luigi D'Amico, titolare di un laboratorio di pasticceria a Pescara. D'Amico ebbe l'idea di fare un dolce dalle sembianze di un pane rustico, detto anche pane rozzo (da cui è derivato il nome “Pan rozzo”), che era una pagnotta semisferica che veniva preparata dai contadini con il granoturco e destinata ad essere conservata per molti giorni. 
D'Amico fu ispirato dalle forme e dai colori di questo pane e riprodusse il giallo del granoturco con quello delle uova, alle quali aggiunse la farina di mandorle; invece, lo scuro colore dato dalla bruciatura della crosta del pane cotto nel forno a legna fu sostituito con la copertura di cioccolato.
La prima persona alla quale Luigi D'Amico fece assaggiare il parrozzo fu Gabriele D'Annunzio, che, estasiato dal nuovo dolce, scrisse un madrigale La canzone del parrozzo:
La partitura musicale fu scritta dall'amico pescarese, il compositore Vittorio Pepe. Nel 1928 fu scritta "La canzone de lu Parrozze" da Cesare De Titta e Antonio Di Jorio, successivamente ridotta anche per banda.

## Preparazione e ingredienti
Il “parrozzo” è fatto con semolino (o, in alternativa, con farina gialla, o farina bianca con fecola), zucchero, mandorle tritate, essenza di mandorla amara, buccia di arancia o buccia di limone, liquore all'amaretto ed è ricoperto di cioccolato fondente.
Il dolce è ottenuto impastando la farina gialla con uova e mandorle tritate e la buccia di arancia o limone. Si versa l'impasto in uno stampo semisferico e lo si cuoce in forno. A cottura ultimata, quando il dolce è ormai freddo, lo si ricopre con il cioccolato fondente fuso.

## Produzione industriale
Attualmente il parrozzo è prodotto anche in forma industriale dalla azienda fondata dall'ideatore di questo dolce. Il confezionamento in atmosfera modificata permette, infatti, di conservare il prodotto per circa quattro mesi.
Tale società industriale è la Luigi d'Amico parrozzo Sas di Manoppello, provincia di Pescara, ma il dolce è diffuso anche a Pescara stessa. Botteghe varie di parrozzo sono diffuse nei borghi dell'area pescarese come Loreto Aprutino, Città Sant'Angelo e Penne. Anche in provincia dell'Aquila il parrozzo è in parte diffuso, in particolare a Tagliacozzo.